# International Association for Neo-Latin Studies
Die International Association for Neo-Latin Studies (abgekürzt: IANLS; lateinisch: Societas internationalis studiis neolatinis provehendis) ist eine 1973 gegründete internationale Vereinigung von aus den verschiedensten Fachdisziplinen kommenden und im Bereich der neuzeitlichen lateinischen Sprache und Literatur tätigen Philologen zur Förderung der neulateinischen Forschung (weitere Bezeichnungen: Internationale Gesellschaft für neulateinische Studien; Internationale Vereniging voor Neolatijnse Studies; Association internationale d’études néo-latines; Associazione internazionale di studi latini umanistici e moderni; Sociedad Internacional de Estudios Neolatinos).

## Ursprung und Entwicklung
Der erste internationale Kongress zur Förderung der neulateinischen Forschung hat in Leuven (Belgien) im August 1971 stattgefunden. Ins Leben gerufen wurde er durch den Gründer des Seminarium Philologiae Humanisticae an der Universität Leuven, Jozef IJsewijn (1932–1998). Im Laufe dieses ersten Kongresses entstand die Idee einer internationalen Vereinigung zur Förderung der neulateinischen Forschung. Gegründet wurde diese Vereinigung während des zweiten Kongresses (Amsterdam, 1973). Dort wurde auch die von einer Satzungskommission unter dem Vorsitz von Richard Schoeck ausgearbeitete englischsprachige Satzung von der Mitgliederversammlung angenommen. Bei dem dritten Kongress (Tours, 1976) wurde der offizielle lateinische Text dieser Satzung gebilligt und in den Humanistica Lovaniensia, 26 (1977), S. 265–71, veröffentlicht. Seitdem finden Kongresse alle drei Jahre statt (der Name in Klammern bezeichnet den jeweiligen lokalen Organisator):
- 1979: Bologna (Lao Paoletti)
- 1982: St. Andrews (Ian D. McFarlane)
- 1985: Wolfenbüttel (Walther Ludwig)
- 1988: Toronto (Germaine Warkentin)
- 1991: Kopenhagen (Karsten Friis Jensen)
- 1994: Bari (Mauro De Nichilo)
- 1997: Avila (Jenaro Costas)
- 2000: Cambridge (Philip Ford)
- 2003: Bonn (Marc Laureys)
- 2006: Budapest (László Szörényi)
- 2009: Uppsala (Hans Helander)
- 2012: Münster (Karl Enenkel)
- 2015: Wien (Franz Römer)
- 2018: Albacete (María Teresa Santamaría Hernández)

## Bisherige Funktionsträger der IANLS

### Präsidenten
- Marc Laureys 2018–2021
- Ingrid A.R. De Smet 2015–2018
- Craig Kallendorf 2012–2015
- Minna Skafte Jensen 2009–2012
- Philip Ford 2006–2009
- Jean-Louis Charlet 2003–2006
- Stella Revard 2000–2003
- Gilbert Tournoy 1997–2000
- Brenda Hosington 1994–1997
- Francesco Tateo 1991–1994
- Walther Ludwig 1988–1991
- Lawrence V. Ryan 1985–1988
- Alain Michel 1982–1985
- Ian D. McFarlane 1979–1982
- Richard J. Schoeck 1976–1979
- Jozef IJsewijn 1973–1976

### Erste Vizepräsidenten
- Colette Nativel 2018–2021
- Marc Laureys 2015–2018
- Ingrid A.R. De Smet 2012–2015
- Craig Kallendorf 2009–2012
- Minna Skafte Jensen 2006–2009
- Philip Ford 2003–2006
- Jean-Louis Charlet 2000–2003
- Stella Revard 1997–2000
- Gilbert Tournoy 1994–1997
- Brenda Hosington 1991–1994
- Francesco Tateo 1988–1991
- Walther Ludwig 1985–1988
- Lawrence V. Ryan 1982–1985
- Alain Michel 1979–1982
- Ian D. McFarlane 1976–1979
- Richard J. Schoek 1973–1976

### Zweite Vizepräsidenten
- Jan Papy 2018–2021
- María Teresa Santamaría Hernández 2015–2018
- Franz Römer 2012–2015
- Karl Enenkel 2009–2012
- Hans Helander 2006–2009
- László Szörényi 2003–2006
- Marc Laureys 2000–2003
- Philip Ford 1997–2000
- Jenaro Costas 1994–1997
- Mauro De Nichilo 1991–1994
- Karsten Friis Jensen 1988–1991
- Germaine Warkentin 1985–1988
- Walther Ludwig 1982–1985
- Lao Paoletti 1976–1979
- Jean-Claude Margolin 1973–1976

### Sekretäre
- Kristi Viiding seit 2018
- Raija Sarasti-Wilenius 2012–2018
- Marianne Pade 2000–2012
- Karl August Neuhausen 1994–2000
- Roger Green 1982–1994
- Pierre Tuynman  1973–1982

### Schatzmeister
- Enikő Békés seit 2015
- Jan Papy 2003–2015
- Chris L. Heesakkers 1991–2003
- Dana Briesemeister 1979–1991
- Eckhard Kessler 1973–1979

### Herausgeber der Publikationen
- Florian Schaffenrath seit 2018
- Astrid Steiner-Weber 2009–2018
- Rhoda Schnur 1991–2009

## Der Jozef IJsewijn Prize für das beste erste Buch über ein neulateinisches Thema
- 2012: Aline Smeesters-Lelubre: Aux rives de la lumière. La poésie de la naissance chez les auteurs néo-latins des anciens Pays-Bas entre la fin du XVe siècle et le milieu du XVIIe siècle. Leuven University Press, Leuven 2011.[2]
- 2015: Valéry Berlincourt: Commenter la Thébaïde (16e-19e s.): Caspar von Barth et la tradition exégétique de Stace. Brill, Leiden–Boston 2013.
- 2018: Thomas Hendrickson: Ancient Libraries and Renaissance Humanism. The “De bibliothecis” of Justus Lipsius. Brill, Leiden–Boston 2017.
- 2022: Christophe Bertiau: Le latin entre tradition et modernité. Jean Dominique Fuss (1782–1860) et son époque. Hildesheim: Olms 2020 (Noctes Neolatinae, 39).

## Ehrenmitglieder auf Lebenszeit
- Rhoda Schnur (2009)
- Walther Ludwig (2012)
- Aline Smeesters-Lelubre (2012, Jozef IJsewijn Prize)
- Valéry Berlincourt (2015, Jozef IJsewijn Prize)
- Thomas Hendrickson (2018, Jozef IJsewijn Prize)
- Christophe Bertiau (2022, Jozef IJsewijn Prize)